# Alpes Réticos
Os Alpes Réticos eram uma unidade tradicional da Partição dos Alpes de 1926 pelo IX Congresso Geográfico Italiano. Os Alpes Réticos localizam-se na fronteira entre Itália, Suíça, Áustria e Liechtenstein, no centro da cadeia dos Alpes.
Segundo a classificação da SOIUSA, os Alpes Réticos são hoje divididos em três secções alpinas:
- Alpes Réticos ocidentais
- Alpes Réticos orientais
- Alpes Réticos meridionais